# Purnamasari
Purnamasari is een bestuurslaag in het regentschap Lahat van de provincie Zuid-Sumatra, Indonesië. Purnamasari telt 958 inwoners (volkstelling 2010).